# Káto Viánnos
Káto Viánnos, en grec moderne : Κάτω Βιάννος, est un village du dème de Viánnos, en Crète, en Grèce. Selon le recensement de 2011, la population de Káto Viánnos compte 108 habitants. Le village est situé à une altitude de 510 m.